# Местія

Местія. 1980-і роки. З фотоархіву Вільнянського альпклубу Запорізької області.

Ме́стія (груз. მესტია) — містечко (до 1968 — село) у Верхній Сванетії. 

## Загальний опис
Висота над рівнем моря 1500 м. Населення — 1973 (2014).
Культурний і релігійний центр гірської Сванетії.
Центр Местійського району провінції Самеґрело-Земо Сванеті Республіки Грузія, розташований на південному схилі Великого Кавказу, за 128 км на північний схід від Зугдіді.
Местія — центр гірського туризму та альпінізму. Звідси починаються сходження на вершини Ушба, Джангі-тау, Шхара та ін.
20 грудня 2010 в Местії відкритий аеропорт імені цариці Тамари зі злітною смугою 1158 м.

## Історія

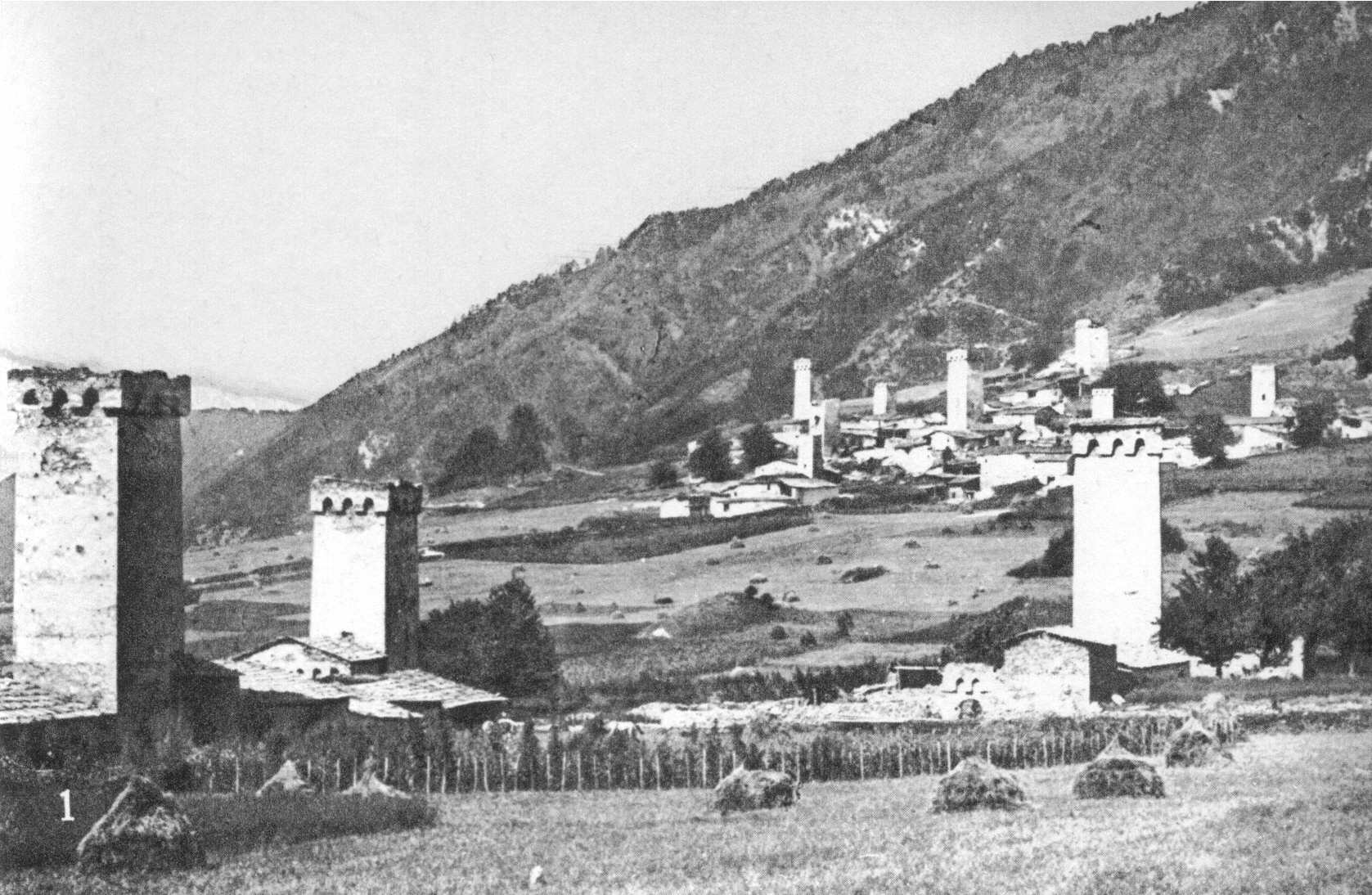
Фото села Местіа, 1890 р.

У поселенні розташований історико-етнографічний музей, де зберігаються унікальні ікони і рукописи, будинок-музей і бюст уроженця Местія, знаменитого альпініста М. В. Хергіані (похований тут же).
У Местії збереглося декілька десятків середньовічних кам'яних будинків зі сторожовими вежами. Є церкви (X—XIV ст.). Середньовічні церкви і укріплення Местійського району включені до списку ЮНЕСКО.

## Персоналії
- Мушкудіані Олександр Нестерович (нар. 22 квітня 1938, с. Местія) – український літературознавець, перекладач.

## Галерея

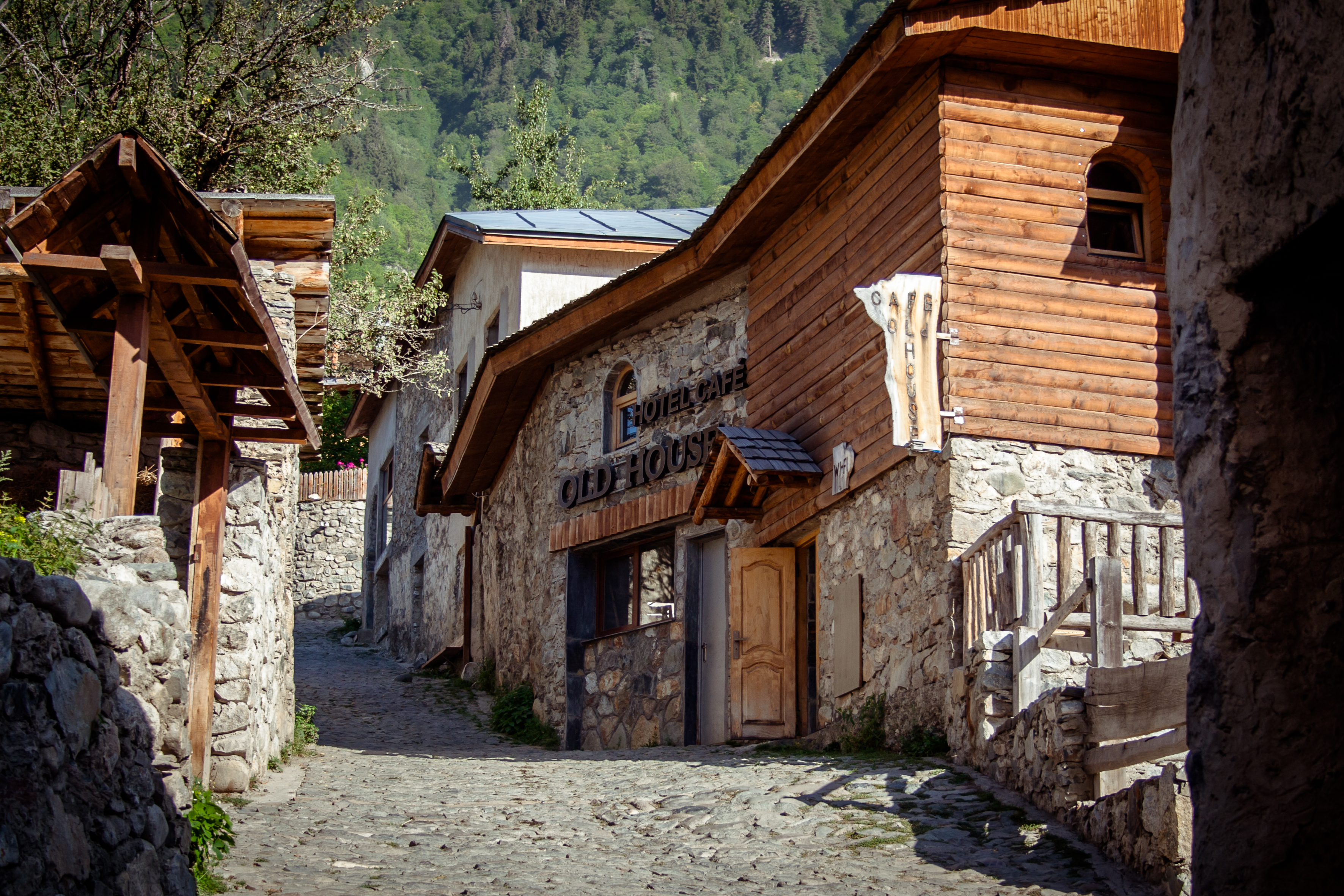
Вулиці грузинського містечка Местія. Готель-кафе "Старе місто" (пам'ятка культури).
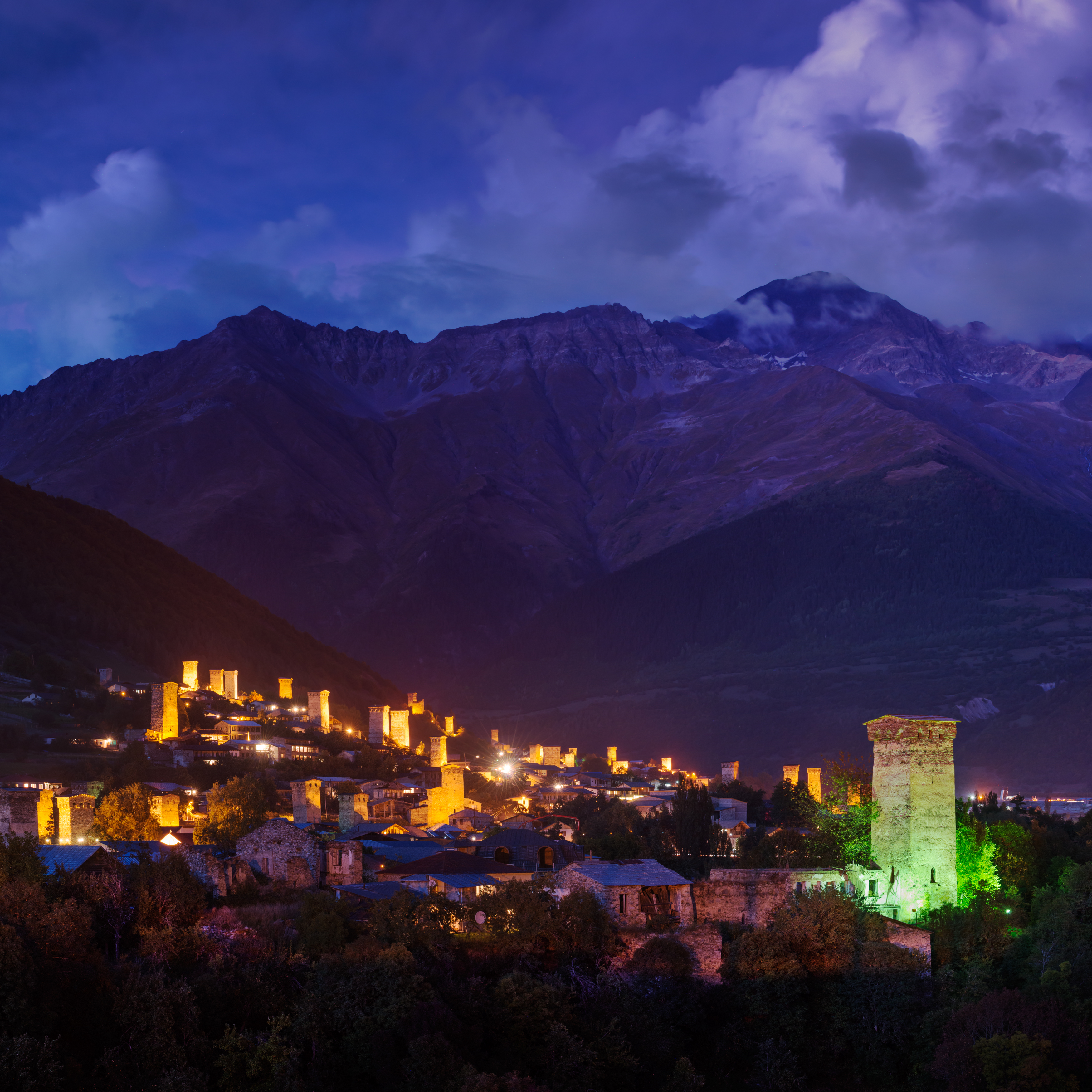
Нічне місто
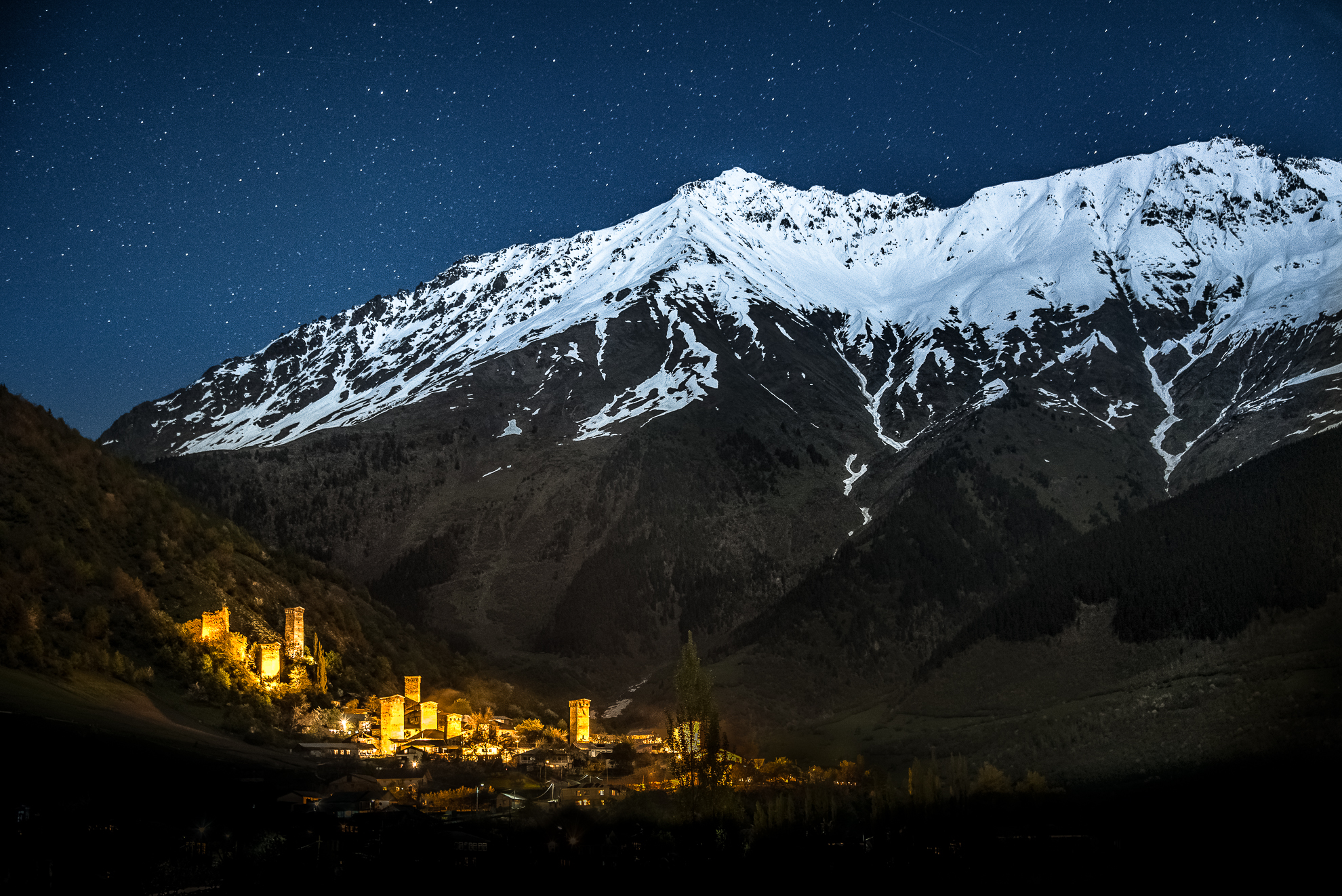
Місто пізно ввечері
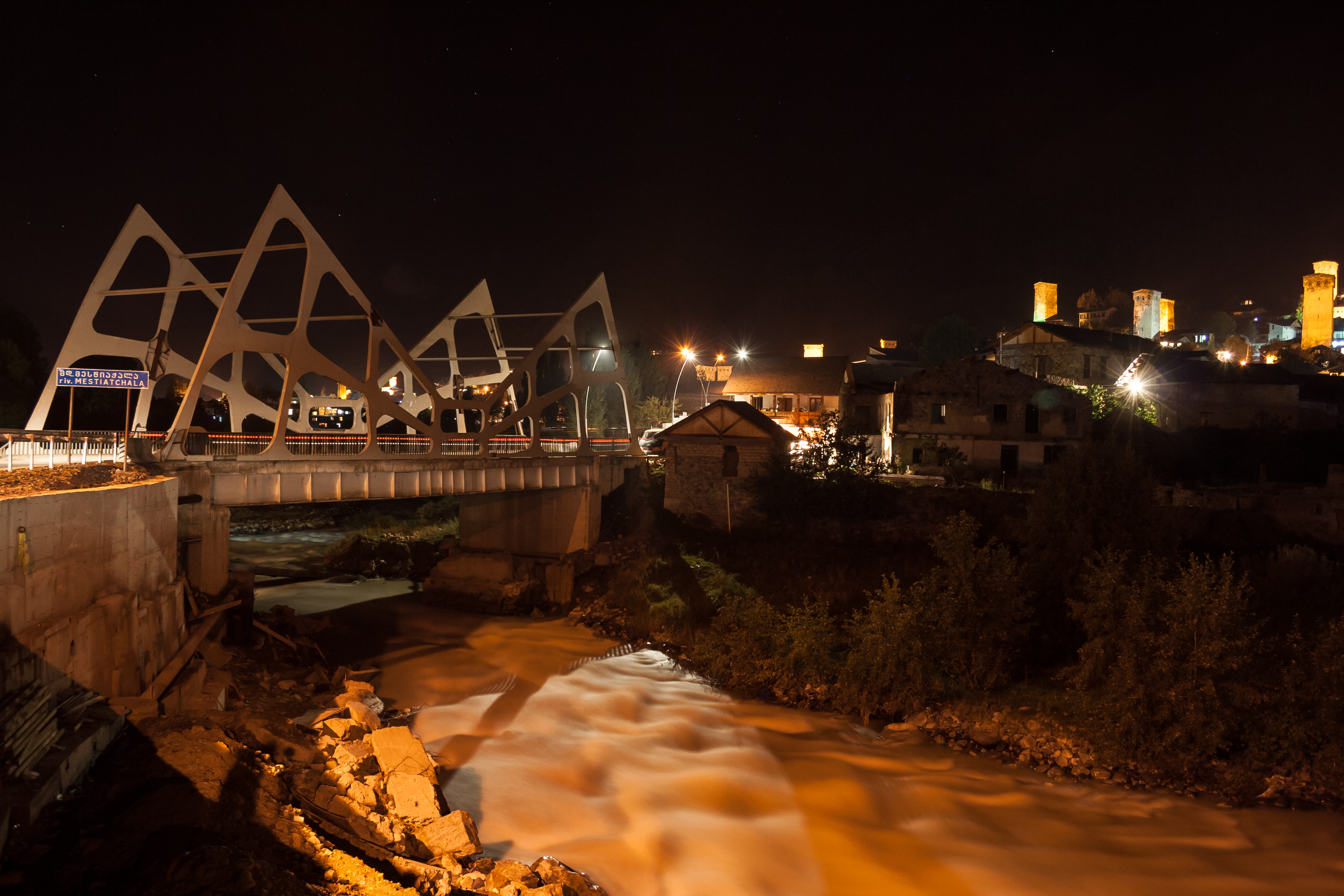
Міст через річку
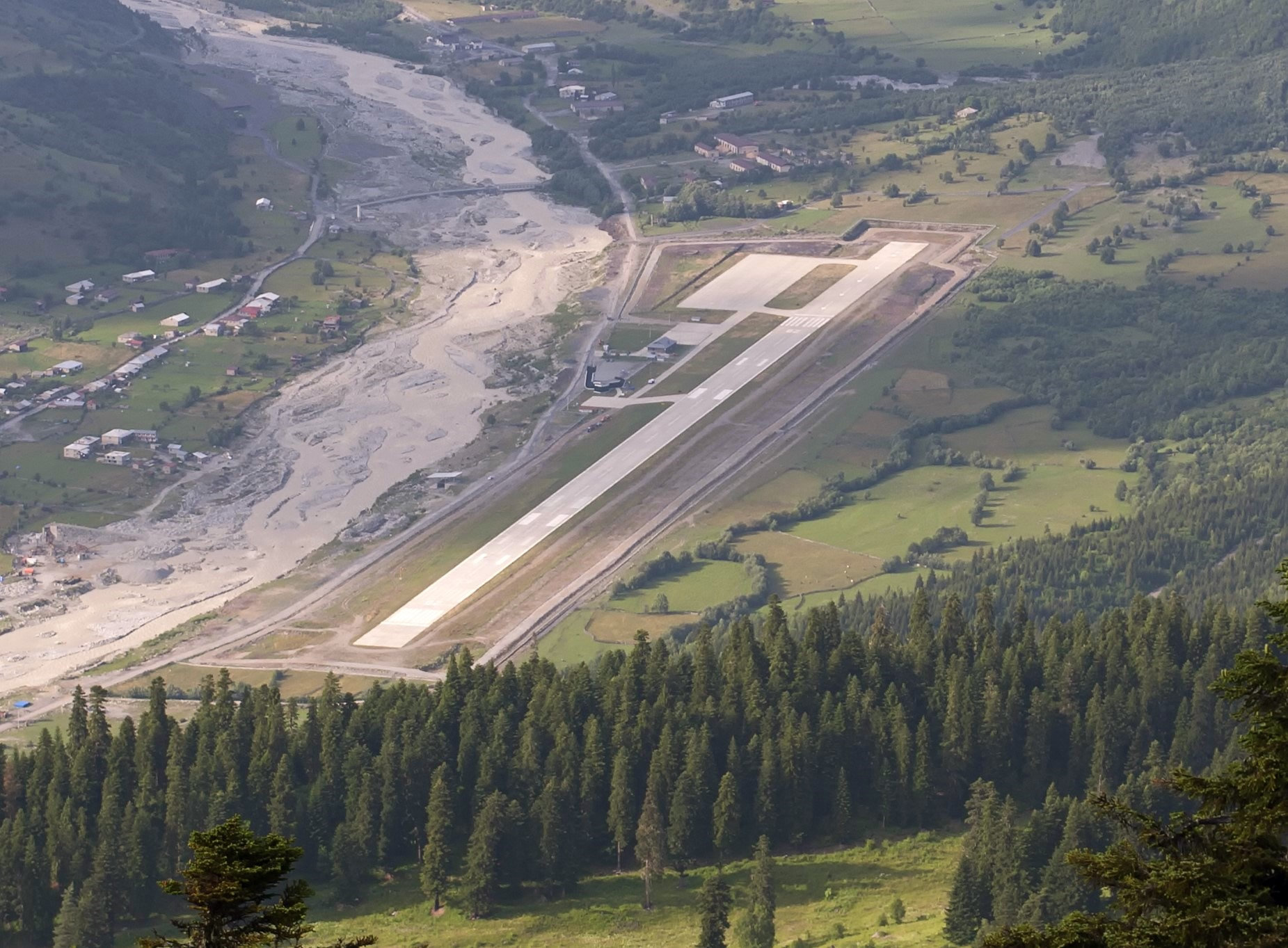
Аеропорт імені Тамари, злітна смуга
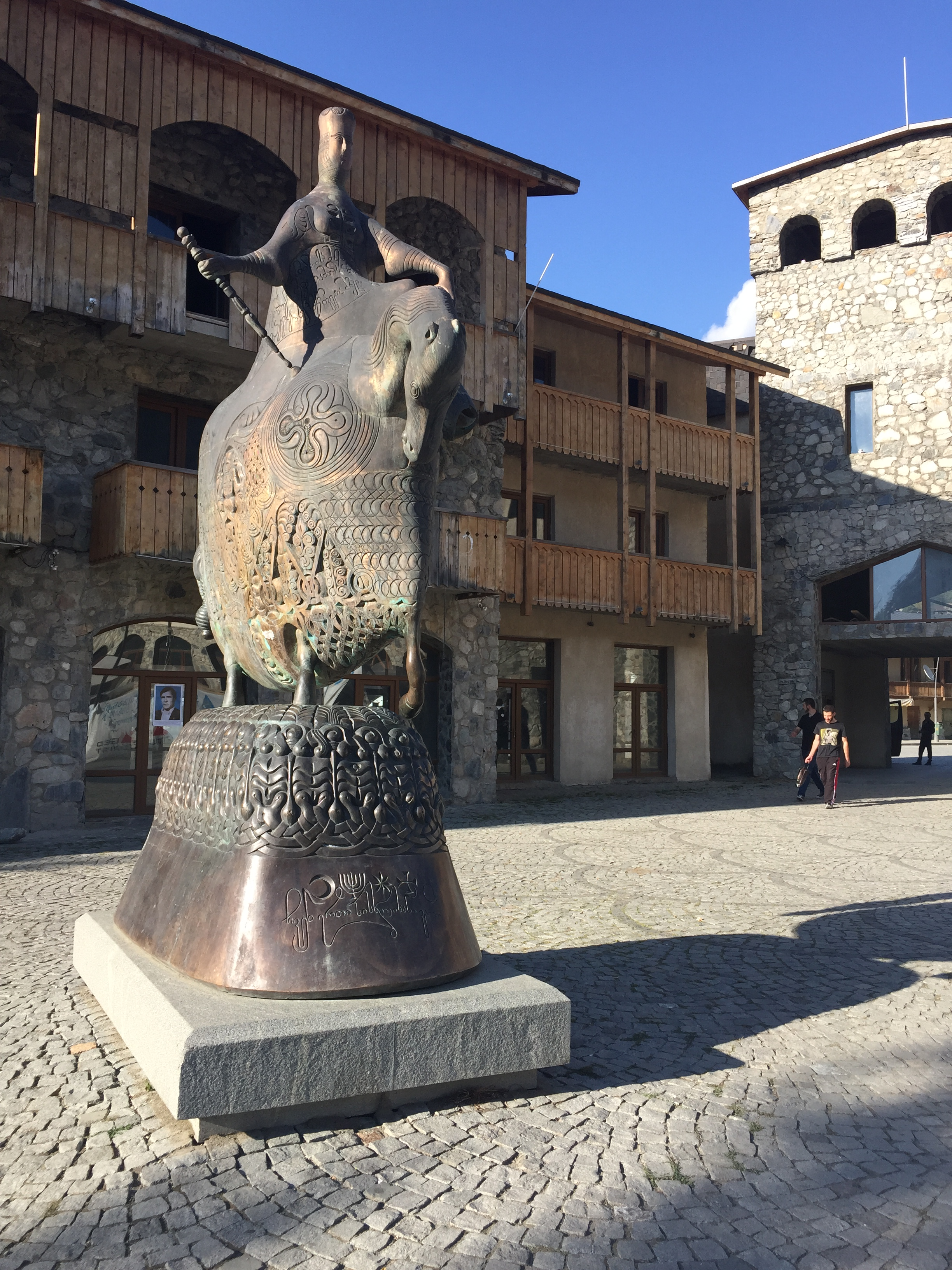
Цариця Тамара
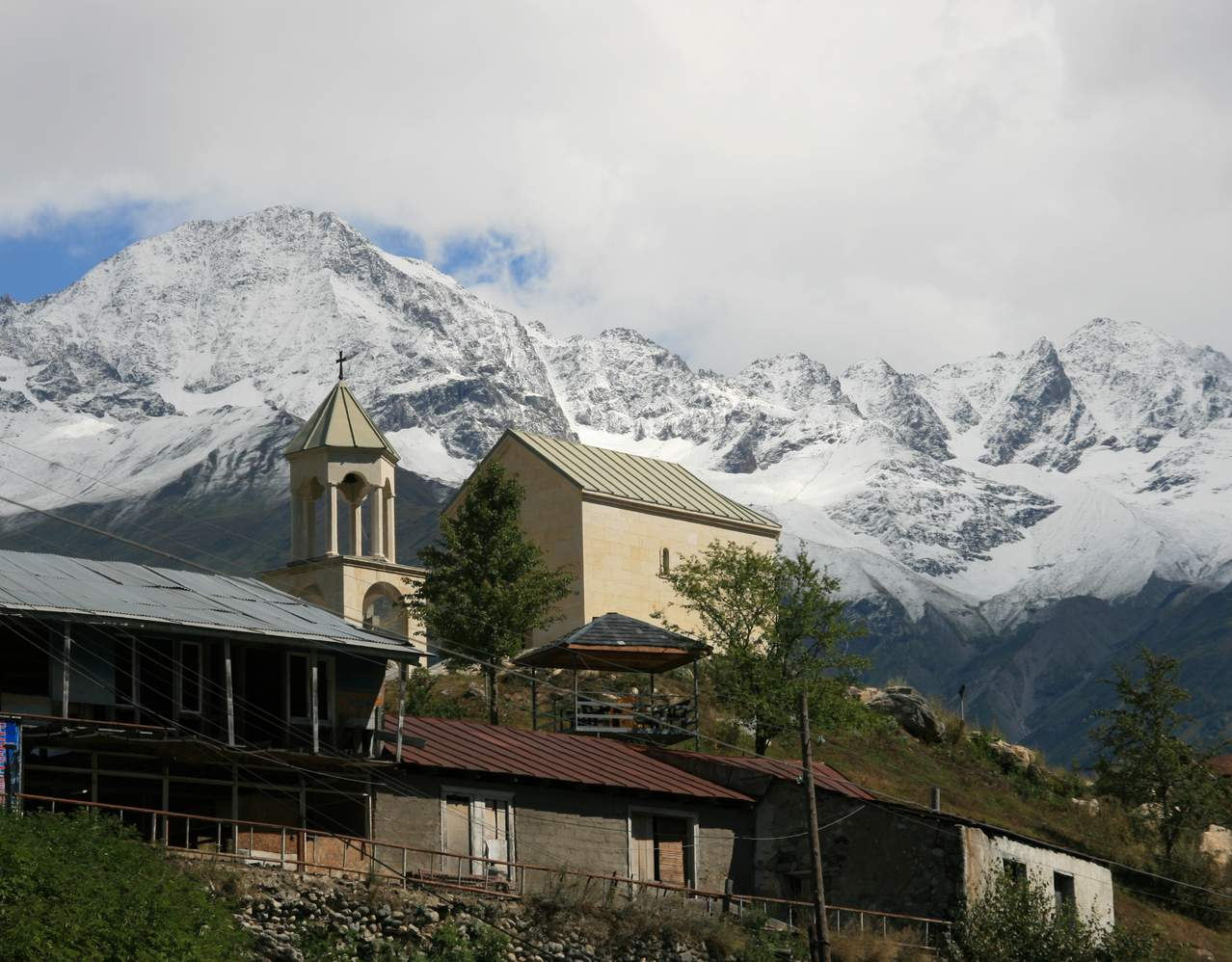
Резиденція єпископа
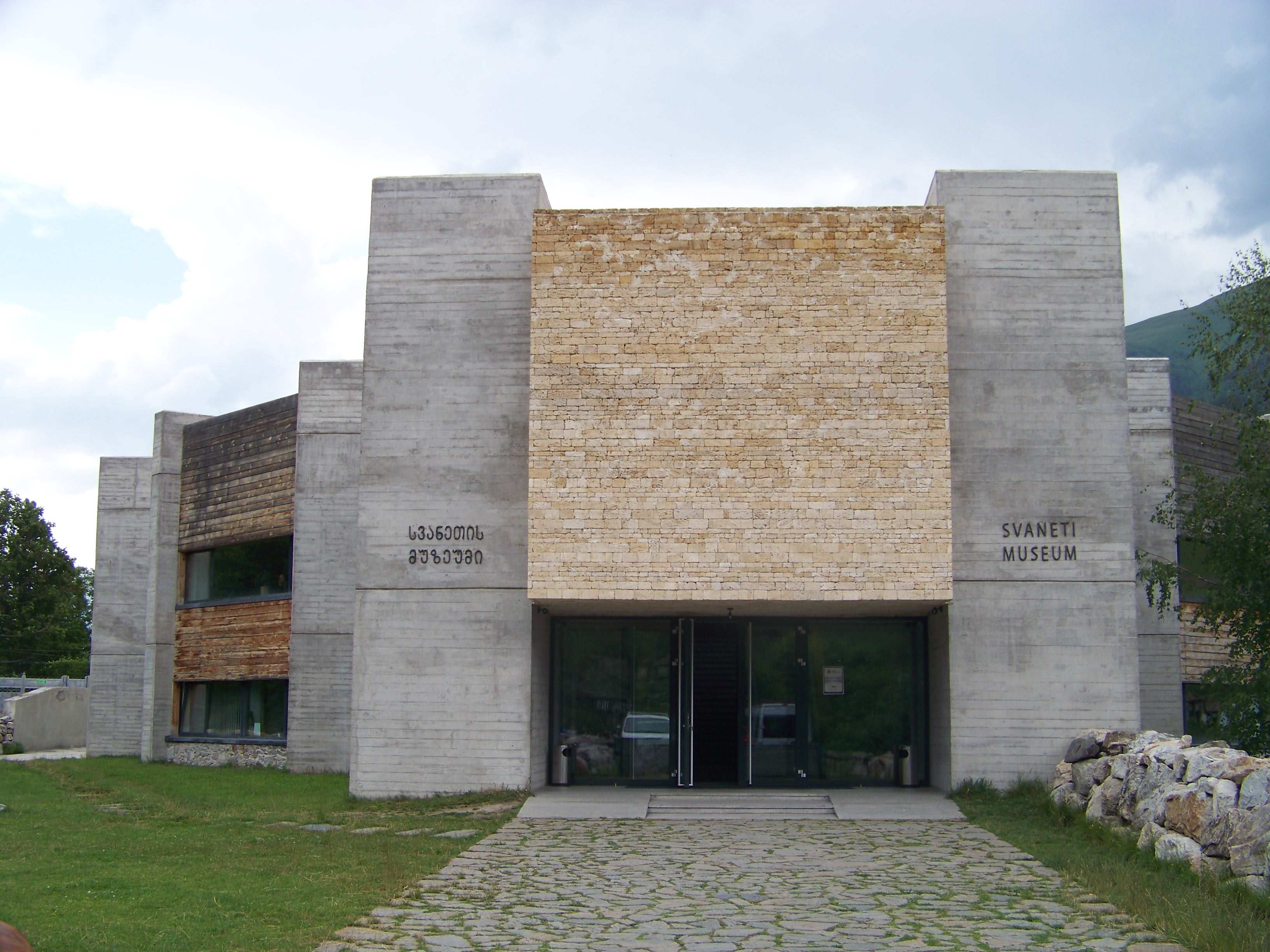
Національний музей
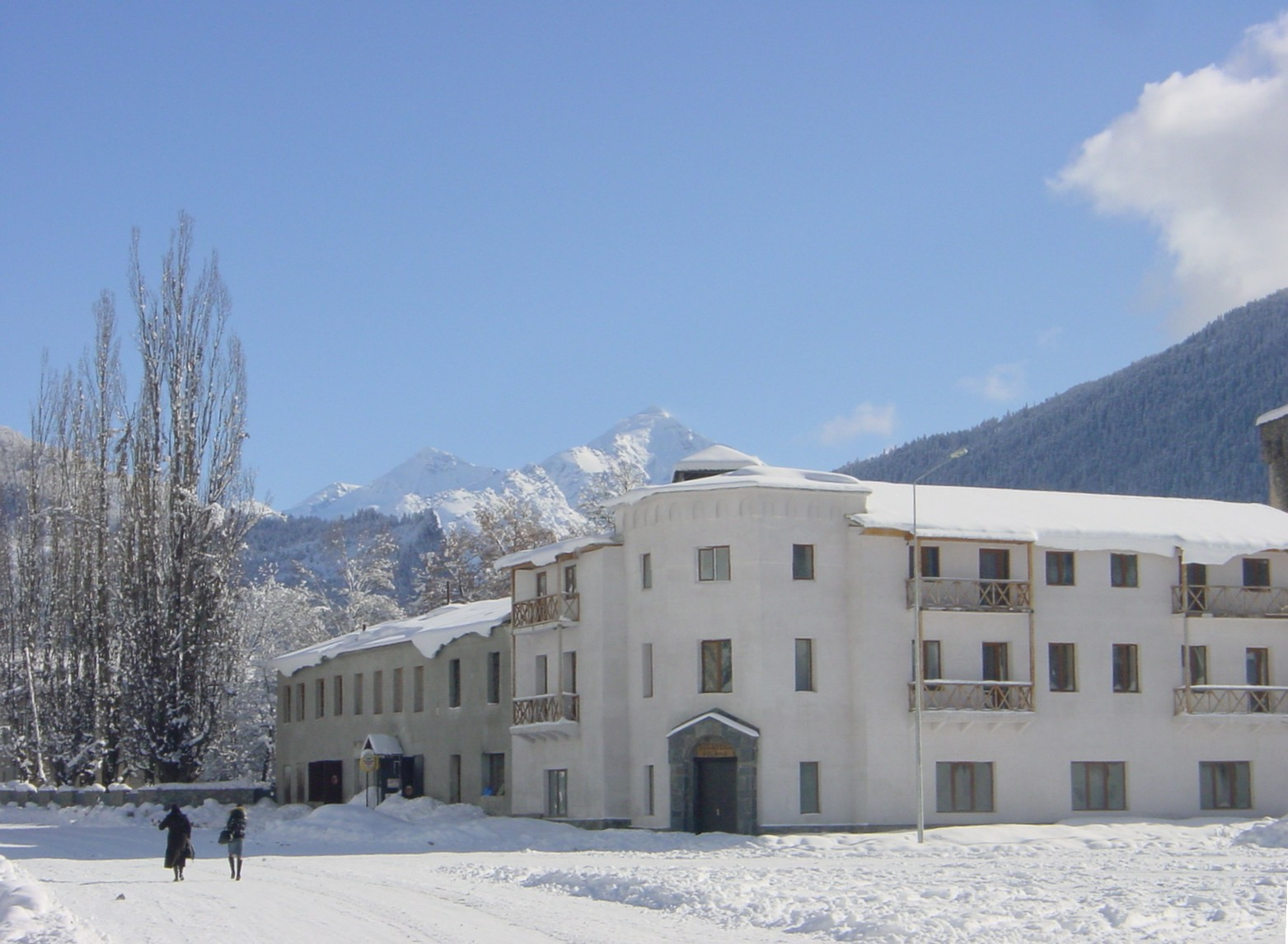
Готель на центральній площі міста
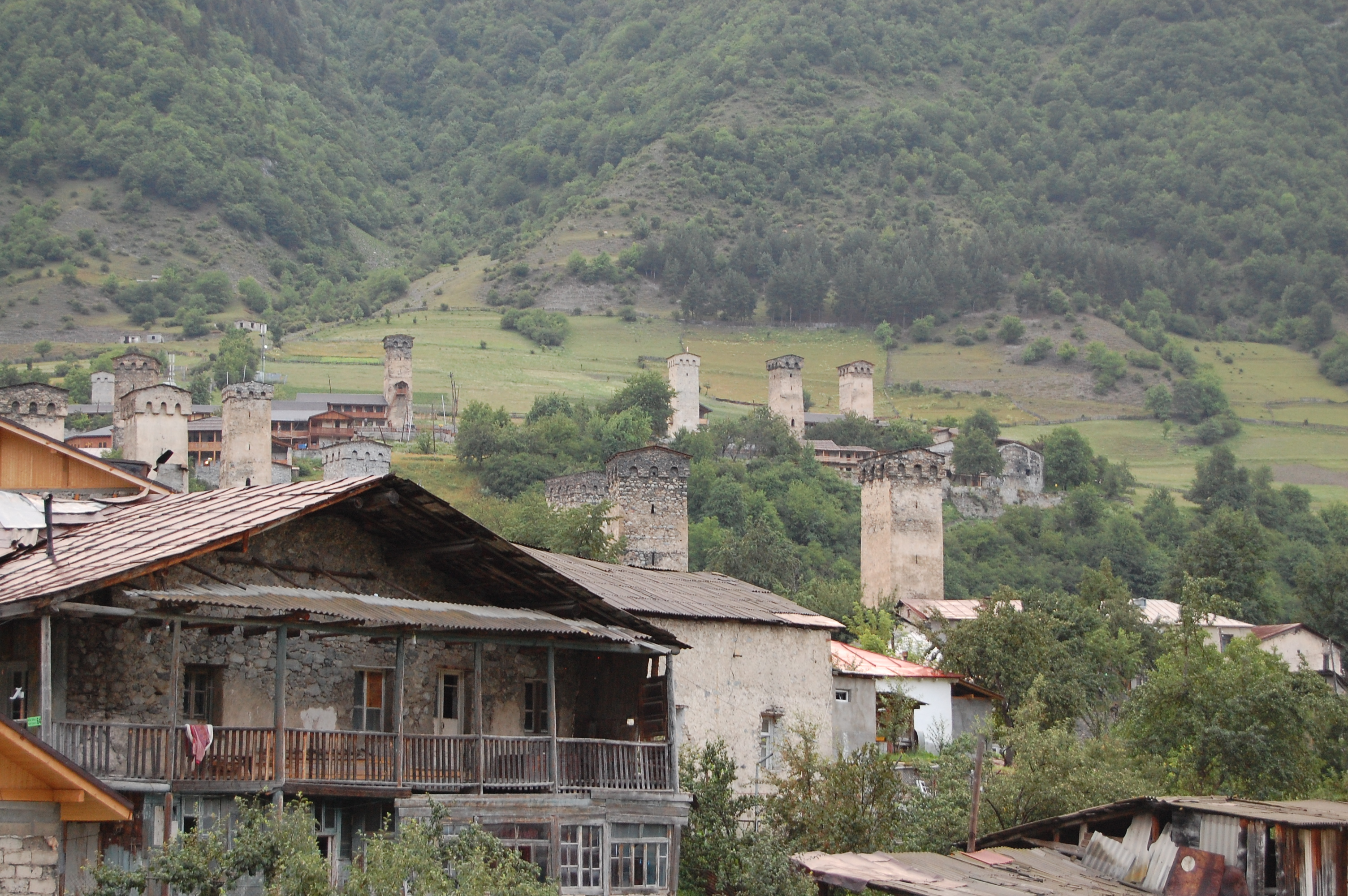
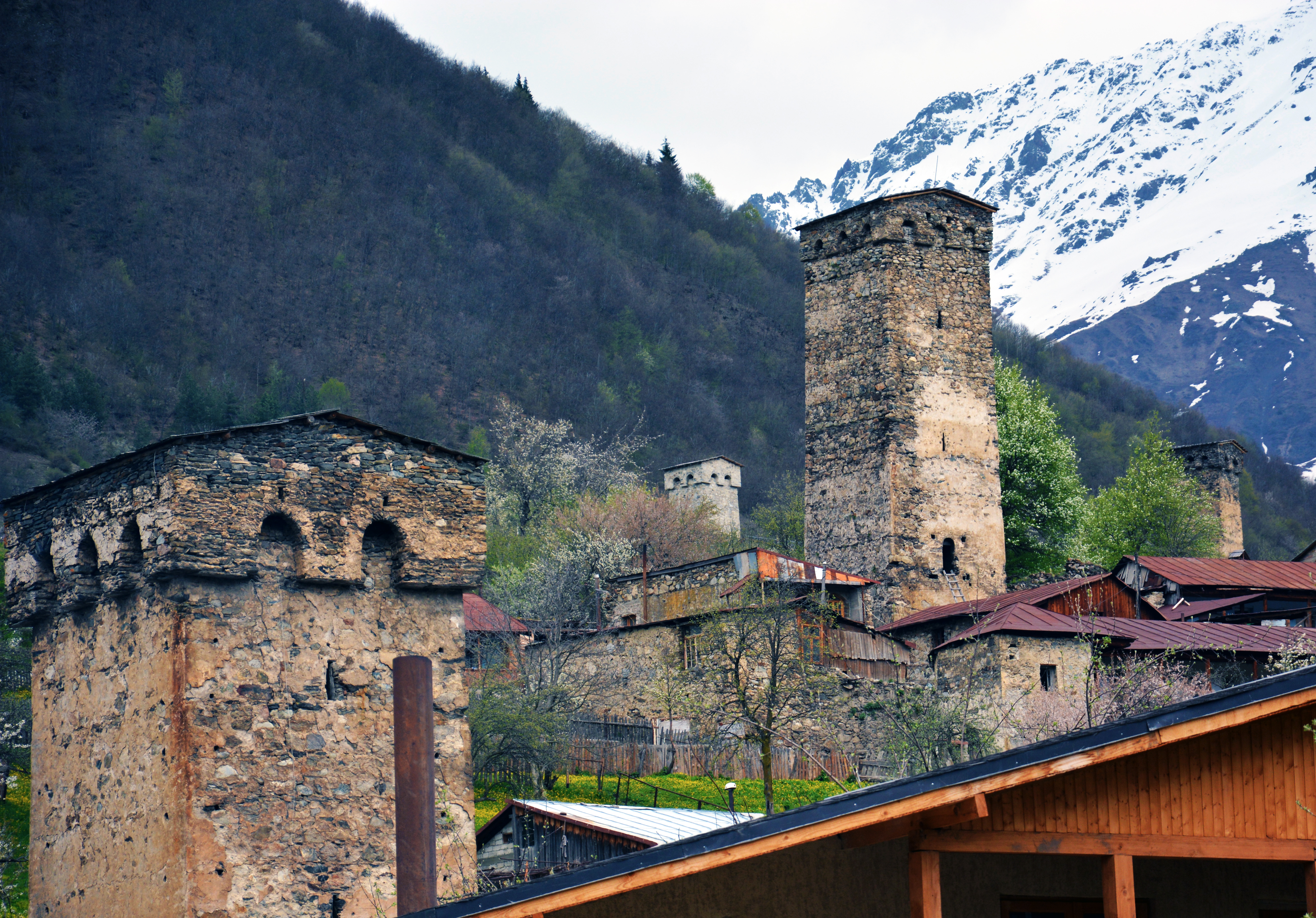
Сванський будинок-вежа
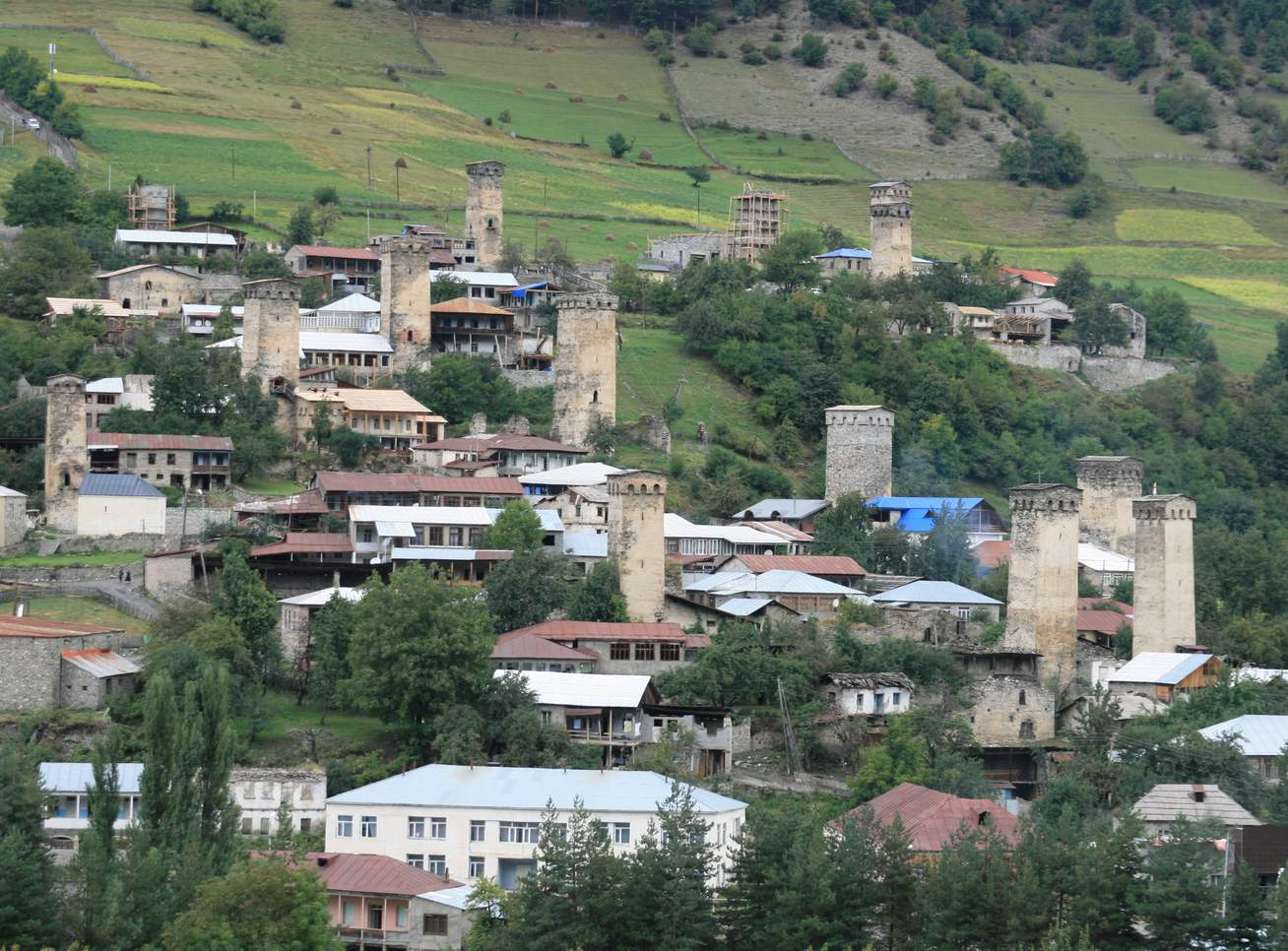
Будинки-вежі
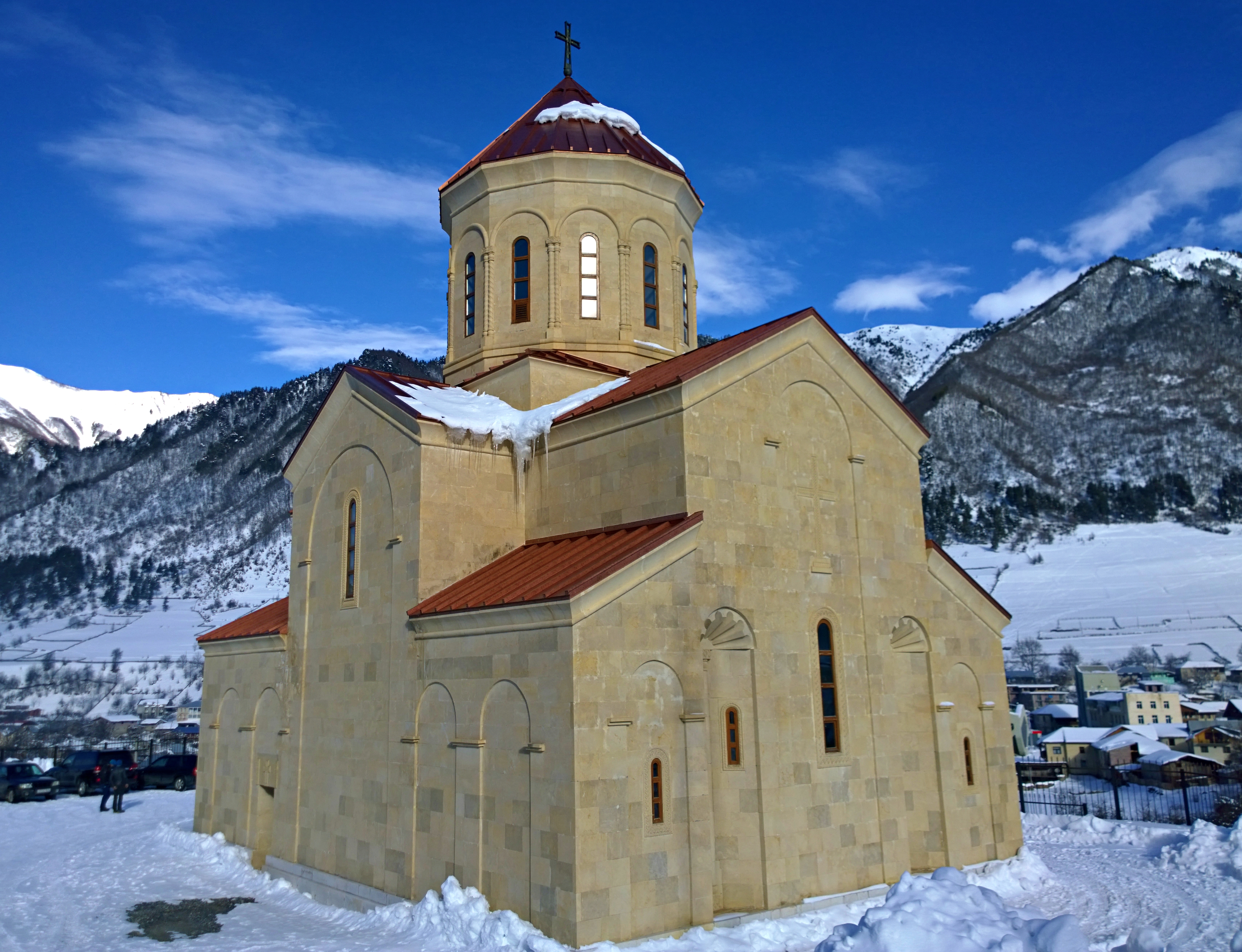
Церква Святого Ніколоза